# Shotgun Willie
Shotgun Willie è il sedicesimo album in studio del cantante di musica country statunitense Willie Nelson, pubblicato nel 1973.

## Tracce
Tutti i brani sono di Willie Nelson, eccetto dove indicato.
Side 1
1. Shotgun Willie – 2:40
2. Whiskey River – 4:05 (Johnny Bush, Paul Stroud)
3. Sad Songs and Waltzes – 3:08
4. Local Memory – 2:19
5. Slow Down Old World – 2:54
6. Stay All Night (Stay a Little Longer) – 2:36 (Bob Wills, Tommy Duncan)

Side 2
1. Devil in a Sleepin' Bag – 2:40
2. She's Not for You – 3:15
3. Bubbles in My Beer – 2:34 (Tommy Duncan, Cindy Walker, Bob Wills)
4. You Look Like the Devil – 3:26 (Leon Russell)
5. So Much to Do – 3:11
6. A Song for You – 4:20 (Leon Russell)